# Кубок мира по спортивному ориентированию
Кубок мира по спортивному ориентированию — серия соревнований, проводимых под эгидой международной федерации спортивного ориентирования с целью выявления сильнейших спортсменов ориентировщиков. Ведется три отдельных зачета — бег, лыжи, вело.
- Кубок мира по спортивному ориентированию (кроссовые дисциплины) — проводится с 1986 года; изначально раз в два года, с 2004 года — ежегодно;[1]
- Кубок мира по спортивному ориентированию (лыжные дисциплины) — проводится с 1989 года;[2]
- Кубок мира по спортивному ориентированию (велокроссовые дисциплины) — первый розыгрыш кубка прошел в 1999 года, с 2004 по 2009 не разыгрывался, с 2010 проводится ежегодно;[3]
- Кубок мира по спортивному ориентированию (ориентирование по тропам) (Trail-O) проводился в 1999 и 2003 годах.[4]